# Ryszard Paradowski
Ryszard Roman Paradowski (ur. 1946) – polski politolog, profesor Uniwersytetu im. Adama Mickiewicza w Poznaniu oraz Uniwersytetu Warszawskiego – Centrum Studiów Latynoamerykańskich UW (CESLA), zastępca Dyrektora Instytutu Ameryk i Europy Uniwersytetu Warszawskiego ds. naukowych.
Habilitował się w 1998 na UAM na podstawie pracy Idea Rosji-Eurazji i naukowy nacjonalizm Lwa Gumilowa. Próba rekonstrukcji ideologii eurazjatyzmu.

## Wybrane publikacje
- Idea Rosji – Eurazji i naukowy nacjonalizm Lwa Gumilowa : próba rekonstrukcji ideologii eurazjatyzmu
- Światopogląd Edwarda Abramowskiego
- Eurazjatyckie imperium Rosji: studium idei
- Kulturowe instrumentarium panowania (Redakcja, wspólnie z Pawłem Załęckim)
- Rosja – Chiny : dwa modele transformacji (Redakcja, wspólnie z Krzysztofem Gawlikowskim)
- Polska w Rosji – Rosja w Polsce : stosunki polityczne: praca zbiorowa (Redakcja, wspólnie z Szymonem Ossowskim)
- Kościół i władza : ideologiczne dylematy Iwana Iljina
- Polska w Rosji – Rosja w Polsce : dialog kultur: praca zbiorowa (Redakcja, wspólnie z Szymonem Ossowskim)